# Kimiyo Hatanaka
Kimiyo Hatanaka (畠中 君代, Hatanaka Kimiyo) (née le 16 avril 1944) est une joueuse de tennis japonaise des années 1960, professionnelle dans les années 1970. 

## Palmarès

### Titre en simple dames
Aucun

### Finale en simple dames
Aucune

### Titre en double dames
Aucun

### Finale en double dames
| No | Date       | Nom et lieu du tournoi | Catégorie | Surface         | Vainqueures                   | Partenaire  | Score         |  |
| -- | ---------- | ---------------------- | --------- | --------------- | ----------------------------- | ----------- | ------------- |  |
| 1  | 07/10/1974 | Japan Open Tokyo       |           | Moquette (int.) | Ann Kiyomura Kazuko Sawamatsu | Janet Young | 4-6, 6-4, 6-0 |  |

## Parcours en Grand Chelem

### En simple dames
| Année | Open d'Australie (janvier) | Open d'Australie (janvier) | Internationaux de France | Internationaux de France | Wimbledon       | Wimbledon        | US Open         | US Open        | Open d'Australie (décembre) | Open d'Australie (décembre) |
| ----- | -------------------------- | -------------------------- | ------------------------ | ------------------------ | --------------- | ---------------- | --------------- | -------------- | --------------------------- | --------------------------- |
| 1969  | -                          | -                          | -                        | -                        | -               | -                | 1er tour (1/32) | Pam Teeguarden | n/a                         | n/a                         |
| 1970  | -                          | -                          | 1er tour (1/32)          | Fay Toyne                | 1er tour (1/64) | Cecilia Martinez | -               | -              | n/a                         | n/a                         |
| 1977  | -                          | -                          | 1er tour (1/32)          | Carmen Perea             | -               | -                | -               | -              | -                           | -                           |

À droite du résultat, l’ultime adversaire.

### En double dames
| Année | Open d'Australie           | Open d'Australie          | Internationaux de France     | Internationaux de France   | Wimbledon                    | Wimbledon                 | US Open | US Open |
| ----- | -------------------------- | ------------------------- | ---------------------------- | -------------------------- | ---------------------------- | ------------------------- | ------- | ------- |
| 1969  | 1er tour (1/8) Cho Sei-Rei | L. Mansfield Helen Sheedy | 2e tour (1/16) Yaeko Matsuda | Gail Sherriff Rosie Darmon | 2e tour (1/16) Yaeko Matsuda | Helen Gourlay Lesley Hunt | -       | -       |
| 1970  | -                          | -                         | 2e tour (1/16) C. Murakami   | Gail Sherriff F. Dürr      | -                            | -                         | -       | -       |

Sous le résultat, la partenaire ; à droite, l’ultime équipe adverse.

### En double mixte
| Année | Open d'Australie | Open d'Australie | Internationaux de France  | Internationaux de France   | Wimbledon | Wimbledon | US Open                     | US Open                |
| 1969  | -                | -                | 1er tour (1/32) K. Yanagi | Rosie Darmon Pierre Darmon | -         | -         | 2e tour (1/16) T. Kobayashi | C. Janes John McDonald |

Sous le résultat, le partenaire ; à droite, l’ultime équipe adverse.

## Parcours en Coupe de la Fédération
| #                                                                  | Date       | Lieu                | Surface      | Gagnante(s)                      | Perdante(s)                        | Score    |          |
|                                                                    |            |                     |              |                                  |                                    |          |          |
| 1970 - 1er tour (groupe mondial) - France - Japon - 2 : 1          |            |                     |              |                                  |                                    |          |          |
| 1                                                                  | 19/05/1970 | Fribourg-en-Brisgau | Terre (ext.) | Odile de Roubin                  | Kimiyo Hatanaka                    | 6-4, 6-2 | Parcours |
|                                                                    |            |                     |              |                                  |                                    |          |          |
| 1971 - 1er tour (groupe mondial) - France - Japon - 2 : 1          |            |                     |              |                                  |                                    |          |          |
| 2                                                                  | 26/12/1970 | Perth               | Herbe (ext.) | Françoise Dürr                   | Kimiyo Hatanaka                    | 6-2, 6-2 | Parcours |
|                                                                    |            |                     |              |                                  |                                    |          |          |
| 1972 - 1er tour (groupe mondial) - Japon - Grande-Bretagne - 0 : 3 |            |                     |              |                                  |                                    |          |          |
| 3                                                                  | 20/03/1972 | Johannesburg        | Dur (ext.)   | Winnie Shaw                      | Kimiyo Hatanaka                    | 6-4, 6-1 | Parcours |
| 3                                                                  | 20/03/1972 | Johannesburg        | Dur (ext.)   | Virginia Wade Joyce Barclay      | Kimiyo Hatanaka Kazuko Sawamatsu   | 6-1, 6-2 | Parcours |
|                                                                    |            |                     |              |                                  |                                    |          |          |
| 1973 - 1er tour (groupe mondial) - Japon - Irlande - 3 : 0         |            |                     |              |                                  |                                    |          |          |
| 4                                                                  | 30/04/1973 | Bad Homburg         | Terre (ext.) | Kazuko Sawamatsu Kimiyo Hatanaka | Geraldine Barniville Susan Minford | 6-1, 6-2 | Parcours |
|                                                                    |            |                     |              |                                  |                                    |          |          |
| 1977 - 1er tour (groupe mondial) - Afrique du Sud - Japon - 2 : 1  |            |                     |              |                                  |                                    |          |          |
| 5                                                                  | 13/06/1977 | Eastbourne          | Herbe (ext.) | Greer Stevens                    | Kimiyo Hatanaka                    | 6-1, 6-0 | Parcours |